# 暗红葛缕子
暗红葛缕子（学名：Carum atrosanguineum）是伞形科葛缕子属的植物。分布在亚洲以及中国大陆的新疆等地，生长于海拔1,800米至3,600米的地区，常生长在河滩草地或山谷林下，目前尚未由人工引种栽培。